# Calcio nella Città del Vaticano
La diffusione del calcio nella Città del Vaticano risale al XX secolo, grazie all'opera di Sergio Valci.
Riferimenti ad antenati del gioco del calcio sono però più antichi: il 7 gennaio 1521 si giocò infatti la prima partita di calcio fiorentino in Vaticano, nel Cortile del Belvedere, alla presenza di papa Leone X. Si sa inoltre che nel XVIII secolo il cortile del Belvedere era casa della squadra omonima, il Belvedere, che, in un gioco simile al calcio odierno, si contendeva il primato cittadino con il Rospigliosi, che giocava invece al Quirinale.
La prima partita di calcio moderno si è invece svolta nel 1947, quando venne organizzato un quadrangolare tra dipendenti vaticani, la cui finale tra Ville pontificie e Fabbrica di San Pietro fu però sospesa per incomprensioni reciproche. Il calcio fu quindi abbandonato per quasi vent'anni.
Nel 1966 fu fondata la prima squadra di calcio vaticana, la SS Hermes Musei Vaticani, formata da custodi, restauratori e inservienti dei Musei Vaticani, il cui nome proviene dalla copia della statua di Prassitele raffigurante Hermes posta nel Cortile Ottagono del Museo Pio-Clementino. Nel 1968 fu poi fondata la squadra degli impiegati della Gendarmeria. Nel 1969 si aggiunsero altre tre squadre: i Galletti, della Fabbrica di San Pietro; l'Ariete APSA, dell'amministrazione del Patrimonio, e l'Hercules Biblioteca. Quando il numero delle squadre aumentò ancora, nel 1972-1973 venne organizzato il primo campionato Vaticano di calcio, coordinato da Sergio Valci, a cui parteciparono sette squadre. La prima edizione fu vinta dall'Astor, che raccoglieva i dipendenti dell'Osservatore Romano.
Dal 1972 al 1996 il campionato si è giocato ogni anno con partite di calcio a 11. Dal 2002 al 2004 il campionato non si è dispuato per mancanza di giocatori. Per lo stesso motivo, nel 2001 si è disputato un torneo di calcio a 5, nel biennio 2006-2007, nel 2014 e nel 2016 uno di calcio a 8 e nel 2015 e nel 2017 si è giocato un torneo di calcio a 9. Nel 2020 il campionato è stato interrotto a causa della pandemia da COVID-19 ed è ripreso solo nel 2022. Dal 1985 si disputa la Coppa vaticana e, dal 2007, anche la Supercoppa vaticana, che mette di fronte i vincitori di coppa e campionato.
Le partite del campionato di calcio della Città del Vaticano, così come quelle della Rappresentativa calcistica dipendenti vaticani e quelle della Clericus Cup si giocano sul territorio italiano, all'interno del campo Pio XI, situato all'interno della Chiesa di Santa Maria Mediatrice, a Roma.
A titolo esemplificativo, vengono di seguito riportate le squadre che, in epoca moderna, hanno preso parte almeno una volta nella storia ai campionati calcistici vaticani:
- Archivio Calcio (Archivio Segreto)
- SS Hermes Musei Vaticani (MV New Team)
- Ville Pontificie
- Fabbrica di San Pietro (Galletti)
- Guardiani di San Pietro (Sampietrini)
- Gendarmeria Vaticana
- Ariete APSA
- Hercules Biblioteca
- Astor Osservatore Romano
- Fortitudo 2007 (Governatorato)
- F.C. Edilizia (Malepeggio Edilizia)
- Virtus Vigilanza
- Teleposte
- Dir.Tel. Team (Telefoni SCV)
- CIE Telematica
- Servizi Tecnici
- Tipografia Vaticana
- Dirseco (Direzione Servizi Economici)
- Associazione SS. Pietro e Paolo
- AS Cirioni
- San Pietro Team
- Santos F.C. (Supermercati/Distributori)
- Rappresentativa OPBG - Ospedale Pediatrico "Bambino Gesù"
- F.C. Guardia (GSP) Guardia Svizzera Calcio
- Pantheon S.D.
- Borgorosso F.C.
- DPE1 - D.P. Evangelizatio (Dicastero per l'Evangelizzazione)
- Pontificia Università Lateranense
- Ufficio Giuridico F.S.E.
- Dicastero Cultura e Educazione
- Alonsi - Cappella Sistina
- Vigili del Fuoco SCV
- P.A.C.A.O. (Primaria Associazione Cattolica Artistico-Operaia).[senza fonte]

Tra le squadre documentate, la Dirseco è la più vincente della storia del torneo, con otto edizioni vinte (1990, 1991, 1993, 1994, 1995, 2010, 2011, 2012), seguita dalla Rappresentativa Ospedale Pediatrico Bambino Gesù (OPBG) con quattro vittorie (2018, 2019, 2022, 2023). Dirseco, San Pietro Team e OPBG sono le uniche squadre documentate ad aver vinto, nella stessa stagione, campionato, coppa e supercoppa, riuscendoci rispettivamente nel 2012, nel 2014 e nel 2023.